# Hugo Barbaro
Hugo Nicolás Barbaro (ur. 12 grudnia 1950 w Vicente López) – argentyński duchowny katolicki, biskup Presidencia Roque Sáenz Peña od 2008.

## Życiorys

### Studia i prezbiterat
Ukończył studia medyczne na Uniwersytecie Narodowym Buenos Aires doktoratem w 1973. W 1980 uzyskał licencjat z filozofii na Uniwersytecie Nawarry. Święcenia kapłańskie otrzymał 15 sierpnia 1980 w prałaturze Opus Dei. Był m.in. kapelanem centrum kulturalnego w San Isidro, wikariuszem regionalnym prałatury w Boliwii oraz ojcem duchownym stowarzyszenia na poziomie krajowym w Argentynie.

### Episkopat
22 kwietnia 2008 papież Benedykt XVI mianował go biskupem diecezji Presidencia Roque Sáenz Peña. Sakry udzielił mu 4 lipca 2008 ówczesny metropolita Buenos Aires - kardynał Jorge Bergoglio.